# کریستینا دی مارتینو
کریستینا دی مارتینو (انگلیسی: Christina DiMartino؛ زادهٔ ۶ نوامبر ۱۹۸۶) بازیکن فوتبال اهل ایالات متحده آمریکا است.
از باشگاه‌هایی که در آن بازی کرده‌است می‌توان به باشگاه فوتبال فیلادلفیا ایندپندنس و گلد پراید اشاره کرد.
وی همچنین در تیم‌های ملی فوتبال United States women's national under-20 soccer team، زیر ۲۳ سال زنان ایالات متحده آمریکا، و زنان ایالات متحده آمریکا بازی کرده‌است.